# 南部予備戦闘飛行隊
南部予備戦闘飛行隊(なんぶよびせんとうひこうたい、ドイツ語: Ergänzungs-Jagdgruppe Süd、略称EJGr Süd)は、第二次世界大戦時、ドイツ空軍に設けられた高等戦闘機パイロット養成部隊である。1942年2月2日に、ドイツ・バーデン共和国マンハイムのザントホーフェンで設立された(現在のコールマン陸軍飛行場に当たる)。その後、11月25日に名称を南部戦闘飛行隊(Jagdgruppe Süd)へ変更している。

## 歴代司令官

### 飛行隊司令
- アルフレート・ミュラー少佐 (1942年2月2日 – 1943年8月30日)
- オスカー＝ハインリヒ・ベール少佐 (1943年9月1日 – 1943年12月20日)
- ローベルト・オレイニク大尉 (1943年12月21日 – 1943年12月24日)
- エアハルト・ブラウネ少佐 (1943年12月25日 – 1944年10月31日)